# 萬帕爾科查湖
11°36′50″S 76°19′31″W / 11.61389°S 76.32528°W
萬帕爾科查湖（Wamp'arqucha），是秘魯的湖泊，位於該國中南部利馬大區，由瓦羅奇里省的卡蘭波馬區負責管轄，處於瓦奇瓜科查湖東北面。